# Superintendência do Desenvolvimento do Nordeste
A Superintendência do Desenvolvimento do Nordeste (SUDENE) é uma autarquia especial, administrativa e financeiramente autônoma, integrante do Sistema de Planejamento e de Orçamento Federal, criada pela Lei Complementar n.º 125, de 3 de janeiro de 2007, com sede e foro na cidade do Recife, estado de Pernambuco, e vinculada ao Ministério do Desenvolvimento Regional. A missão institucional da Sudene é de "promover o desenvolvimento includente e sustentável de sua área de atuação e a integração competitiva da base produtiva regional na economia nacional e internacional".
Estão sob jurisdição da Sudene os estados de Alagoas, Bahia, Ceará, Maranhão, Rio Grande do Norte, Paraíba, Pernambuco, Piauí, Sergipe e, parcialmente, os estados de Minas Gerais e do Espírito Santo.

## História
A primeira tentativa de criação de um órgão de fomento ao desenvolvimento do nordeste do Brasil se deu com o Grupo de Trabalho para o Desenvolvimento do Nordeste (GTDN). Em 1958 o GTDN foi transformado em Conselho de Desenvolvimento do Nordeste (Codeno).
Criada originalmente pela Lei 3 692, de 1959, a Sudene veio substituir o modelo dos dois órgãos precedentes a ela (GTDN e Codeno). Foi idealizada no governo do presidente Juscelino Kubitschek, tendo à frente o economista Celso Furtado, como parte do programa desenvolvimentista então adotado.

Área de jurisdição da Sudene

Seu principal objetivo era encontrar soluções que permitissem a progressiva diminuição das desigualdades verificadas entre as regiões geoeconômicas do Brasil. Para tal fim, foram engendradas ações de grande impacto, tais como a colonização do Maranhão, os projetos de irrigação em áreas secas, o cultivo de plantas resistentes às secas, entre outras. Absorvida pelas administrações que se seguiram, durante a Ditadura militar foi tendo cada vez mais seu uso desviado dos objetivos iniciais, sendo considerada uma entidade que, além de não realizar os fins a que se propunha, era um foco de corrupção. Por conta disso e após uma sucessão de escândalos, em 1999 a imprensa iniciou um debate sobre a existência do órgão, extinto finalmente em 2001 por Fernando Henrique Cardoso.
A retomada das propostas de Juscelino e Furtado, porém, foi defendida pela administração Lula, e finalmente o órgão foi, em 2002, recriado, desta feita com o nome de Agência do Desenvolvimento do Nordeste e a sigla ADENE, ainda durante o governo Fernando Henrique Cardoso.
A ADENE foi criada pela medida provisória número 2 146-1, de 4 de maio de 2001, alterada pela medida provisória número 2 156-5, de 24 de agosto de 2001 e instalada pelo decreto número 4 126, de 13 de fevereiro de 2002. Com a lei complementar 125/07, a Sudene foi reimplantada, sendo extinta a ADENE.
A Sudene tem como finalidade promover o desenvolvimento includente e sustentável de sua área de atuação e a integração competitiva da base produtiva regional na economia nacional e internacional.
Até hoje a Sudene não obteve os resultados esperados. Criou-se a expressão "indústria da seca" para justificar a existência do órgão e da promoção de muitos políticos.
A área de atuação da Sudene é a totalidade de nove estados nordestinos e o extremo norte de Minas Gerais; mais tarde; em 1998, toda a porção mineira do Vale do Jequitinhonha e o norte do Espírito Santo foram incluídos na área da Sudene.